# 汝州市
汝州市（じょしゅう-し）は中華人民共和国河南省に位置する県級市。省直轄市であるが現在は平頂山市が代わりに管轄している。
石炭が豊富に産出し「百里煤海」と称される。そのほかにもボーキサイトなども産出する。また古くから陶磁器で知られており、現在でも製陶業は重要な産業である。風穴寺は河南四大名寺の一つ。

## 歴史
1988年に臨汝県が県級市に昇格して成立した。

## 行政区画
- 街道:煤山街道、風穴路街道、鐘楼街道、洗耳河街道、汝南街道、紫雲路街道
- 鎮:寄料鎮、温泉鎮、臨汝鎮、小屯鎮、楊楼鎮、蟒川鎮、廟下鎮、米廟鎮、陵頭鎮、紙坊鎮、大峪鎮、夏店鎮、焦村鎮
- 郷:王寨郷、騎嶺郷

## 出身者
- 趙秉鈞 - 清末民初の政治家。袁世凱の腹心で、国務総理をつとめた。